# Гризилевци
Гризилевци (на македонска литературна норма: Гризилевци) е село в източната част на Северна Македония, община Пробищип.

## География
Землището на Гризилевци е 3,4 квадратни километра, от които земеделската площ е 280 хектара – 115 хектара обработваема земя, 82 хектара пасища и 83 хектара гори.

## История
В XIX век Гризилевци е чисто българско село в Кратовска кааза на Османската империя. Според статистиката на Васил Кънчов („Македония. Етнография и статистика“) от 1900 година Гризилевци има 90 жители, всички българи християни.
В началото на XX век българското население на селото е под върховенството на Българската екзархия. По данни на секретаря на екзархията Димитър Мишев („La Macédoine et sa Population Chrétienne“) през 1905 година в Гризелевци (Grizelevtzi) има 120 българи екзархисти.
В 2002 година в Гризилевци има 22 жители (10 мъже и 12 жени), които живеят в 13 домакинства, а в селото има общо 35 жилища.

## Личности
Родени в Гризлевци
- Пано Иваночов, български революционер, деец на ВМОРО, действал в 1915 година с четата на Стоян Леков[4]